# 凌英貞
凌英貞（1913年7月20日—1981年9月8日）。江蘇省上海縣人。民國37年（1948年）在工會婦女當選第一屆立法委員

## 生平[1][2]
- 二十六年夏滬江大學畢業
- 軍委會戰幹三團第二期政治科、中央軍校第三分校十六期政治科畢業
- 社會部組訓司勞工科
- 社會部顧問
- 上海市社會局科長
- 上海市婦女福利會理事長
- 第二區針織業產業工會負責人（黃陂南路恆慶里二弄五○號）[3]
- 工會婦女全國得72546票當選立法委員
- 中央婦女工會委員
- 民國70年9月8日病逝[4]，享年六十八歲